# Auguste Hilbert
Auguste Hilbert, född den 28 augusti 1889 i Mamer, död den 22 maj 1957 i Luxemburg, var en luxemburgsk bobåkare. Han deltog vid  olympiska vinterspelen 1928 i Sankt Moritz och placerade sig på 20de plats.